# Ellsworth Bank
Die Ellsworth Bank (englisch) ist eine submarine Bank in der Somow-See vor der Oates-Küste des ostantarktischen Viktorialands.
Benannt ist die Bank seit 1995 nach dem US-amerikanischen Flugpionier und Polarforscher Lincoln Ellsworth (1880–1951).